# جون كلايتون (ممثل)
جون كلايتون (بالإنجليزية: John Clayton)‏ هو ممثل أسترالي، ولد في 1940، وتوفي في 25 سبتمبر 2003 بسبب سرطان.

## وصلات خارجية
- جون كلايتون على موقع IMDb (الإنجليزية)
- جون كلايتون على موقع قاعدة بيانات الفيلم (الإنجليزية)